# Анжен, Жан д’
Жан д’Анжен (фр. Jean d'Angennes; ум. 13 августа 1593), сеньор де Пуаньи и де Буазоро — французский государственный деятель и дипломат.

## Биография
Восьмой сын сын Жака д’Анжена, сеньора де Рамбуйе, и Изабо Коттеро.
Знаменосец роты виконта д'Оши (1569), капитан роты пятидесяти тяжеловооруженных всадников, согласно двум квитанциям на 100 ливров от 1569 года.
В 1575 году был направлен послом к папе Григорию XIII, также отправлялся с посольскими миссиями к герцогу Савойскому (с требованием реституции маркизата Салуццо и приказом объявить войну в случае отказа), к королю Наваррскому и чрезвычайным послом в Вену и к князьям в Германию.
31 декабря 1585 был пожалован в рыцари орденов короля. Имел это отличие одновременно с двумя своими братьями, «чего не должно было быть».
Добавил к своему гербу серебряную внешнюю кайму.
«Я не знаю никого, — говорил Генрих IV, — кто яснее видит в бою и в делах, чем месье де Пуаньи». Любитель литературы и изящных искусств, Жан д’Анжен собрал в своем замке Буазоро в Бретани коллекцию редких книг и забавных картин; герцог де Меркёр приказал их сжечь, «как христианин», по его выражению. Анжен отомстил ему, опубликовав книжку под названием «Занятия христианина, по месье де Меркёру» (Exercices du Chrétien par M. de Mercœur), в которой оассказал о неблагодарности герцога в отношении его благодетеля Генриха III, убийстве графа де Фонтена и еще нескольких людей, а также о других преступлениях, в том числе о расправе в Блаве в Бретани, где Меркёр, взявший город после упорной борьбы, устроил массовую резню, и тридцать или сорок девушек, взявшись за руки, бросились со стены в море, чтобы не стать добычей лигеров. «Генрих IV никогда не мог без слез слушать рассказ об этих несчастных бретонках из Блаве».

## Семья
Жена (11.03.1574, Ренн): Мадлен (Маргерии, Франсуаза) Тьерри (ок. 1554—12.1632), дама де Буазоро и дю Пон-Руо, дочь Франсуа Тьерри, сеньора де Буазоро в Бретани, рыцаря ордена короля и наместника в Ренне, и Франсуазы дю Пюи-дю-Фу
Дети:
- Жан (Жак) (ок. 1587—7.01.1637, близ Лондона), маркиз де Пуаньи и де Буазоро. Посол в Англии (07.1634—1637). Жена: Изабель де Бруйи (ум. 12.07.1630), дочь Франсуа де Бруйи, сеньора де Мевилье, и Луизы де Альвен, вдова Давида де Пуа, сеньора де Сешеля
- Антуанетта (Катрин), монахиня в Фонтевро
- Маргерит, аббатиса в Сен-Сюльпис в Ренне
- Франсуаза. Муж: Юрбен де Маре, сеньор де Фонтен-Аркур, Брезоль и Жодре
- Жюльенна. Муж 1): Гийом де Козерьё, сеньор де Ла-Ривьер; 2): Жак де Майе-Брезе, сеньор де Фосельер, дядя маршала Брезе